# Peter Cousins
Peter Cousins (Harlow, 3 de marzo de 1981) es un deportista británico que compitió en judo. Ganó una medalla de plata en el Campeonato Mundial de Judo de 2007 y una medalla de bronce en el Campeonato Europeo de Judo de 2006.

## Palmarés internacional
| Campeonato Mundial | Campeonato Mundial      | Campeonato Mundial | Campeonato Mundial |
| Año                | Lugar                   | Medalla            | Categoría          |
| ------------------ | ----------------------- | ------------------ | ------------------ |
| 2007               | Río de Janeiro (Brasil) | Medalla de plata   | –100 kg            |
| Campeonato Europeo |                         |                    |                    |
| Año                | Lugar                   | Medalla            | Categoría          |
| 2006               | Tampere (Finlandia)     | Medalla de bronce  | –100 kg            |